# 모반 (영화)
모반은 1970년 공개된 대한민국의 영화이다.

## 배역
- 신성일
- 남정임
- 황해
- 최봉
- 김성옥
- 한은진
- 안인숙
- 김웅
- 강계식
- 성소민
- 박기택
- 최병철
- 김문주
- 심상현
- 마도식